# New Journal of Chemistry
New Journal of Chemistry (abrégé en New J. Chem.) est une revue scientifique à comité de lecture. Ce mensuel publie des articles de recherches originales sous forme de communications dans tous les domaines de la chimie.
D'après le Journal Citation Reports, le facteur d'impact de ce journal était de 3,086 en 2014. Actuellement, les directeurs de publication sont Jerry Atwood (université Columbia, États-Unis) et Mir Wais Hosseini (université de Strasbourg, France).

## Histoire
Fondé par le professeur Lionel Salem, le journal détenu par le CNRS est tout d'abord paru sous le nom de :
- Nouveau Journal de chimie, 1977-1997  (ISSN 0398-9836)[3]

Le titre est traduit en anglais en 1987, mais les titres français et anglais sont présents jusqu'en 1993. Le journal est ensuite repris par la RSC et devient :
- New Journal of Chemistry, 1998-en cours  (ISSN 1144-0546)